# 1997-es Formula–1 luxemburgi nagydíj
A luxemburgi nagydíj volt az 1997-es Formula–1 világbajnokság tizenötödik futama.

## Futam
A luxemburgi nagydíj, amelyet Németországban, a Nürburgringen tartottak. Az első rajtsorból Häkkinen és Villeneuve indult. A versenyen Häkkinen és Coulthard haladt az élen, de a 42. és 43. körben mindkét McLaren-Mercedes motorhiba miatt kiesett, így Villeneuve nyerte a futamot (ez volt a kanadai utolsó győzelme a Formula–1-ben). Mivel Schumacher már az első kanyarban kiesett, Villeneuve 9 pont előnnyel vezette a bajnokságot.
| Helyezés | #  | Versenyző             | Csapat/Motor      | Futott körök | Idő/Kiesés oka | Rajthely | Pontszám |
| -------- | -- | --------------------- | ----------------- | ------------ | -------------- | -------- | -------- |
| 1        | 3  | Jacques Villeneuve    | Williams-Renault  | 67           | 1:31:27,843    | 2        | 10       |
| 2        | 7  | Jean Alesi            | Benetton-Renault  | 67           | +11,770        | 10       | 6        |
| 3        | 4  | Heinz-Harald Frentzen | Williams-Renault  | 67           | +13,480        | 3        | 4        |
| 4        | 8  | Gerhard Berger        | Benetton-Renault  | 67           | +16,416        | 7        | 3        |
| 5        | 2  | Pedro Diniz           | Arrows-Yamaha     | 67           | +43,147        | 15       | 2        |
| 6        | 14 | Olivier Panis         | Prost-Mugen-Honda | 67           | +43,750        | 11       | 1        |
| 7        | 16 | Johnny Herbert        | Sauber-Petronas   | 67           | +44,354        | 16       |          |
| 8        | 1  | Damon Hill            | Arrows-Yamaha     | 67           | +44,777        | 13       |          |
| 9        | 17 | Gianni Morbidelli     | Sauber-Petronas   | 66           | +1 kör         | 19       |          |
| 10       | 19 | Mika Salo             | Tyrrell-Ford      | 66           | +1 kör         | 20       |          |
| Kiesett  | 18 | Jos Verstappen        | Tyrrell-Ford      | 50           | Kicsúszás      | 21       |          |
| Kiesett  | 9  | Mika Häkkinen         | McLaren-Mercedes  | 43           | Motorhiba      | 1        |          |
| Kiesett  | 22 | Rubens Barrichello    | Stewart-Ford      | 43           | Váltó          | 9        |          |
| Kiesett  | 10 | David Coulthard       | McLaren-Mercedes  | 42           | Motorhiba      | 6        |          |
| Kiesett  | 23 | Jan Magnussen         | Stewart-Ford      | 40           | Féltengely     | 12       |          |
| Kiesett  | 6  | Eddie Irvine          | Ferrari           | 22           | Motorhiba      | 14       |          |
| Kiesett  | 15 | Nakano Sindzsi        | Prost-Mugen-Honda | 16           | Motorhiba      | 17       |          |
| Kiesett  | 5  | Michael Schumacher    | Ferrari           | 2            | Felfüggesztés  | 5        |          |
| Kiesett  | 21 | Tarso Marques         | Minardi-Hart      | 1            | Motorhiba      | 18       |          |
| Kiesett  | 20 | Katajama Ukjó         | Minardi-Hart      | 1            | Ütközés        | 22       |          |
| Kiesett  | 12 | Giancarlo Fisichella  | Jordan-Peugeot    | 0            | Ütközés        | 4        |          |
| Kiesett  | 11 | Ralf Schumacher       | Jordan-Peugeot    | 0            | Ütközés        | 8        |          |

## A világbajnokság élmezőnyének állása a verseny után
| H  | Versenyzők            | Pont | H  | Konstruktőrök    | Pont |
| -- | --------------------- | ---- | -- | ---------------- | ---- |
| 1. | Jacques Villeneuve    | 77   | 1. | Williams-Renault | 112  |
| 2. | Michael Schumacher    | 68   | 2. | Ferrari          | 86   |
| 3. | Heinz-Harald Frentzen | 35   | 3. | Benetton-Renault | 62   |
| 4. | Jean Alesi            | 34   | 4. | McLaren-Mercedes | 44   |
| 5. | David Coulthard       | 30   | 5. | Jordan-Peugeot   | 33   |

## Statisztikák
Vezető helyen:
- Mika Häkkinen: 40 (1-28 / 32-43)
- David Coulthard: 3 (29-31)
- Jacques Villeneuve: 24 (44-67)

Jacques Villeneuve 11. győzelme, Mika Häkkinen 1. pole-pozíciója, Heinz-Harald Frentzen 4. leggyorsabb köre.
- Williams 103. győzelme.
- Jacques Villeneuve utolsó győzelme.